# Operacija Osovina
Operacija Osovina (njem. Fall Achse), izvorno nazvana Operacija Alarik (njem. Unternehmen Alarich), bio je kodni naziv njemačkih planova za prisilno razoružavanje talijanskih oružanih snaga nakon očekivanog primirja sa savezničkim snagama 1943. g. Nekoliko njemačkih divizija je ušlo u Italiju već nakon pada Benita Mussolinija u srpnju 1943. (Veliko fašističko vijeće je svrgnulo Mussolinija 25. srpnja), dok je Italija još uvijek službeno bila saveznik Njemačke, unatoč prosvjedima nove talijanske vlade pod Pietrom Badogliom.
Kapitulacija Italije, potpisana 3. rujna 1943., objavljena je 8. rujna. Zatim su se njemačke snage brzo premjestile kako bi preuzele talijanske okupacijske zone na Balkanu i u južnoj Francuskoj, te radi razoružanja talijanskih snaga u Italiji. U nekim slučajevima, talijanske postrojbe opirale su se Nijemcima, poglavito na grčkom otoku Kefalonija, gdje je više od 5100 ljudi iz 33. divizije Acqui pogubljeno nakon što su potrošili streljivo i predali se; u Rimu, nakon što su kraljevska obitelj i vlada pobjegli, neorganizirana obrana talijanskih vojnika stacioniranih oko glavnoga grada nije bila u mogućnosti pobijediti njemački napad. U drugim slučajevima, pojedini vojnici ili cijele postrojbe, kao 24. divizija Pinerolo u Tesaliji, pridružili su se lokalnim pokretima otpora. Samo na Sardiniji, Korzici, Kalabriji i u južnom dijelu Apulije su talijanske snage bile u mogućnosti pružiti znatan otpor i zadržavati Nijemce do dolaska savezničkih snaga.